# Deer Park (Ohio)
Deer Park es una ciudad ubicada en el condado de Hamilton en el estado estadounidense de Ohio. En el Censo de 2010 tenía una población de 5736 habitantes y una densidad poblacional de 2.533,96 personas por km².

## Geografía
Deer Park se encuentra ubicada en las coordenadas 39°12′13″N 84°23′51″O / 39.20361, -84.39750. Según la Oficina del Censo de los Estados Unidos, Deer Park tiene una superficie total de 2.26 km², de la cual 2.26 km² corresponden a tierra firme y (0%) 0 km² es agua.

## Demografía
Según el censo de 2010, había 5736 personas residiendo en Deer Park. La densidad de población era de 2.533,96 hab./km². De los 5736 habitantes, Deer Park estaba compuesto por el 91.89% blancos, el 4.55% eran afroamericanos, el 0.09% eran amerindios, el 1.34% eran asiáticos, el 0.03% eran isleños del Pacífico, el 0.58% eran de otras razas y el 1.52% pertenecían a dos o más razas. Del total de la población el 1.73% eran hispanos o latinos de cualquier raza.